# IC 1011
IC 1011 ist eine sehr kompakte Radiogalaxie vom Hubble-Typ C im Sternbild Jungfrau an der Ekliptik. Sie ist rund 343 Millionen Lichtjahre von der Milchstraße entfernt und hat einen Durchmesser von etwa 40.000 Lichtjahren.
Im selben Himmelsareal befindet sich u. a. die Galaxie IC 1010.
Das Objekt wurde am 8. Juni 1893 vom französischen Astronomen Stéphane Javelle entdeckt.